# Urgulânia
Urgulânia foi uma matrona romana, amiga da mãe de Tibério e esposa de Augusto Lívia, e que teve vários descendentes importantes na época do Império Romano.

## História
Ela entrou em conflito com Lúcio Calpúrnio Pisão, quando este convocou Urgulânia para ser julgada, um ato de ousadia, porque Urgulânia, por sua amizade com a ex-imperatriz se julgava acima da lei. Urgulânia se recusou a obedecer, ignorou Pisão, e foi para o palácio real, onde Lívia reclamou que esta convocação era um disparate e uma ofensa à sua pessoa; enquanto isto, Pisão se manteve firme. O imperador Tibério, considerando que não seria abusar da sua posição dar a aparência de apoiar sua mãe, saiu do palácio, ordenando seus guardas a manterem uma certa distância, e fez o caminho de forma bem lenta, parando para conversar sobre vários tópicos. Finalmente, Lívia ordenou que a soma exigida por Pisão fosse paga, o que foi motivo de orgulho para Pisão e aumentou a reputação de Tibério.
Em outra ocasião, sendo convocada pelo Senado para testemunhar em um caso, ela não apareceu, e um pretor foi enviado à sua casa para obter seu testemunho, um privilégio que nem mesmo era concedido às virgens vestais.
Quando seu neto Marco Pláucio Silvano, após haver defenestrado sua esposa, foi colocado diante das evidências do seu crime e iria ser julgado, Urgulânia enviou-lhe uma adaga; como ela era amiga da Augusta, isto foi interpretado como uma sugestão do imperador Tibério. Depois de tentar, sem sucesso, se suicidar, Silvano pediu para suas artérias serem abertas.

## Família
De acordo com Pierre Bayle, ela foi casada com Marco Pláucio, filho de Aulo Pláucio; desta união nasceu Marco Pláucio Silvano, cônsul em 2 a.C.. Marco Pláucio Silvano teve quatro filhos, Marco, o "defenestrador", Aulo Pláucio Urgulânio, que morreu aos nove anos, Públio Pláucio Pulcro, governador da Sicília e áugure e Urgulanila, a primeira esposa de Cláudio. Tibério Pláucio Silvano Eliano, cônsul duas vezes, em 45 e em 74, já nos tempos de Vespasiano, era neto do cônsul em 2 a.C. e foi adotado por Urgulanila.